# Штетен ам Ауерберг
Штетен ам Ауерберг (њем. Stötten am Auerberg) општина је у њемачкој савезној држави Баварска. Једно је од 45 општинских средишта округа Осталгој. Према процјени из 2010. у општини је живјело 1.838 становника. Посједује регионалну шифру (AGS) 9777171.

## Географски и демографски подаци
Штетен ам Ауерберг се налази у савезној држави Баварска у округу Осталгој. Општина се налази на надморској висини од 733 метра. Површина општине износи 40,7 km². У самом мјесту је, према процјени из 2010. године, живјело 1.838 становника. Просјечна густина становништва износи 45 становника/km².